# Centralny Okręg Federalny
Centralny Okręg Federalny (ros. Центральный федеральный округ) – jeden z ośmiu federalnych okręgów Rosji, utworzony 13 maja 2000. Znajduje się na zachodzie państwa, określenie „centralny” ma znaczenie historyczne i polityczne.

## Dane ogólne
Centrum administracyjnym Centralnego OF jest Moskwa. Według danych z 2014 r. powierzchnia wynosiła 650 205 km² (3,8% powierzchni Rosji).
Ludność w 2022 wynosiła 39 104 400 mieszkańców.
Najważniejsze miasta: Moskwa, Briańsk, Iwanowo, Jarosław, Kursk, Lipieck, Riazań, Tuła, Twer, Woroneż.

## Obwody
W skład Centralnego Okręgu Federacyjnego wchodzą obwody:
- obwód biełgorodzki (Белгородская область);
- obwód briański (Брянская область);
- obwód włodzimierski (Владимирская область);
- obwód woroneski (Воронежская область);
- obwód iwanowski (Ивановская область);
- obwód kałuski (Калужская область);
- obwód kostromski (Костромская область);
- obwód kurski (Курская область);
- obwód lipiecki (Липецкая область);
- obwód moskiewski (Московская область);
- obwód orłowski (Орловская область);
- obwód riazański (Рязанская область);
- obwód smoleński (Смоленская область);
- obwód tambowski (Тамбовская область);
- obwód twerski (Тверская область);
- obwód tulski (Тульская область);
- obwód jarosławski (Ярославская область);
- Miasto Moskwa (г. Москва).